# Ekspedycja 48
Ekspedycja 48 – stała załoga Międzynarodowej Stacji Kosmicznej, która sprawowała swoją misję od 18 czerwca do 6 września 2016 roku. Ekspedycja 48 rozpoczęła się wraz z odłączeniem od stacji statku Sojuz TMA-19M i trwała do odłączenia od ISS statku Sojuz TMA-20M.

## Załoga
W skład załogi Ekspedycji 48 weszło 6 astronautów z trzech państw i agencji kosmicznych. Dowódcą ekspedycji był Amerykanin Jeffrey Williams, dla którego był to czwarty lot w kosmos. Wcześniej odbył on lot promem kosmicznym Atlantis w ramach misji STS-101, a także był członkiem misji Sojuz TMA-8 i TMA-16 oraz jednocześnie uczestniczył w 13., 21. i 22.(jako dowódca) stałej załodze ISS. Williams przybył na stację na pokładzie Sojuza TMA-20M razem z dwoma Rosjanami: Aleksiejem Owczyninem i Olegiem Skripoczką. Dla Owczynina był to pierwszy lot w kosmos, natomiast Oleg Skripoczka był wcześniej członkiem ekspedycji 25 i 26 oraz odbył lot Sojuzem TMA-01M. Cała trójka przybyła na ISS 19 marca 2016 roku i weszła w skład Ekspedycji 47. Gdy 18 czerwca 2016 roku Sojuz TMA-19M odłączył się od stacji, zostali oni członkami Ekspedycji 48 i do 9 lipca 2016 roku znajdowali się na ISS jedynie w trójkę.
Wraz z przybyciem na stację Sojuza MS-01 skład załogi zwiększył się do 6 osób. Dla Amerykanki Kathleen Rubins był to pierwszy lot w kosmos, podobnie jak dla Japończyka Takuyamy Onishiny. Natomiast Rosjanin Anatolij Iwaniszyn odbył wcześniej lot na pokładzie Sojuza TMA-22 oraz był członkiem 29. i 30. stałej załogi ISS.

### Załoga rezerwowa
Załogę rezerwową stanowiły odpowiednie załogi rezerwowe Sojuza TMA-20M i Sojuza MS-01. Jako dublerzy pierwszej trójki załogi mianowani zostali:
- Siergiej Ryżykow, Roskosmos – wcześniej nie odbył żadnego lotu kosmicznego[8],
- Andriej Borisienko, Roskosmos – wcześniej odbył jeden lot kosmiczny[9],
- Robert Kimbrough, NASA – wcześniej odbył jeden lot kosmiczny[10].

Powyższa trójka astronautów stanowi skład podstawowej załogi Sojuza MS-02 oraz Ekspedycji 49 i 50.
Jako zastępcy drugiej trójki kosmonautów Ekspedycji 48 mianowani zostali:
- Oleg Nowicki, Roskosmos – wcześniej odbył jeden lot kosmiczny[13],
- Thomas Pesquet, ESA – wcześniej nie odbył żadnego lotu kosmicznego[14],
- Peggy Whitson, NASA – wcześniej odbyła dwa loty kosmiczne[15].

Powyższa trójka astronautów stanowi skład podstawowej załogi Sojuza MS-03 oraz Ekspedycji 50 i 51.

### Skład załogi
| Funkcja              | Pierwsza część (18.06-9.07.2016)            | Druga część (9.07-6.09.2016)                 | Pojazd kosmiczny, port dokujący | Start, dokowanie do ISS                          | odłączenie od ISS, lądowanie                                   | Czas misji            | Uwagi |
| -------------------- | ------------------------------------------- | -------------------------------------------- | ------------------------------- | ------------------------------------------------ | -------------------------------------------------------------- | --------------------- | --- |
| Dowódca              | Jeffrey Williams, NASA 4 lot w kosmos       | Jeffrey Williams, NASA 4 lot w kosmos        | Sojuz TMA-20M, Poisk            | 18 marca 2016 21:26 UTC, 19 marca 2016 09:09 UTC | 6 września 2016 21:51:31 UTC, 7 września 2016 01:13 UTC        | 80 d 15 h 22 min 58 s | Od 19 marca do 18 czerwca w składzie Ekspedycji 47 Łączny czas spędzony na pokładzie ISS: 171 d 18 h 41 min 36 s |
| Inżynier pokładowy 1 | Aleksiej Owczynin, Roskosmos 1 lot w kosmos | Aleksiej Owczynin, Roskosmos 1 lot w kosmos  | Sojuz TMA-20M, Poisk            | 18 marca 2016 21:26 UTC, 19 marca 2016 09:09 UTC | 6 września 2016 21:51:31 UTC, 7 września 2016 01:13 UTC        | 80 d 15 h 22 min 58 s | Od 19 marca do 18 czerwca w składzie Ekspedycji 47 Łączny czas spędzony na pokładzie ISS: 171 d 18 h 41 min 36 s |
| Inżynier pokładowy 2 | Oleg Skripoczka, Roskosmos 2 lot w kosmos   | Oleg Skripoczka, Roskosmos 2 lot w kosmos    | Sojuz TMA-20M, Poisk            | 18 marca 2016 21:26 UTC, 19 marca 2016 09:09 UTC | 6 września 2016 21:51:31 UTC, 7 września 2016 01:13 UTC        | 80 d 15 h 22 min 58 s | Od 19 marca do 18 czerwca w składzie Ekspedycji 47 Łączny czas spędzony na pokładzie ISS: 171 d 18 h 41 min 36 s |
| Inżynier pokładowy 3 |                                             | Kathleen Rubins, NASA 1 lot w kosmos         | Sojuz MS-01, Rasswiet           | 7 lipca 2016 01:36 UTC, 9 lipca 2016 04:06 UTC   | 30 października 2016 00:35 UTC, 30 października 2016 03:59 UTC | 59 d 17 h 45 min 4 s  | Od 6 września 2016 roku w składzie Ekspedycji 49. Łączny czas spędzony na ISS: 112 d 20 h 29 min                 |
| Inżynier pokładowy 4 |                                             | Anatolij Iwaniszyn, Roskosmos 2 lot w kosmos | Sojuz MS-01, Rasswiet           | 7 lipca 2016 01:36 UTC, 9 lipca 2016 04:06 UTC   | 30 października 2016 00:35 UTC, 30 października 2016 03:59 UTC | 59 d 17 h 45 min 4 s  | Od 6 września 2016 roku w składzie Ekspedycji 49. Łączny czas spędzony na ISS: 112 d 20 h 29 min                 |
| Inżynier pokładowy 5 |                                             | Takuya Onishi, JAXA 1 lot w kosmos           | Sojuz MS-01, Rasswiet           | 7 lipca 2016 01:36 UTC, 9 lipca 2016 04:06 UTC   | 30 października 2016 00:35 UTC, 30 października 2016 03:59 UTC | 59 d 17 h 45 min 4 s  | Od 6 września 2016 roku w składzie Ekspedycji 49. Łączny czas spędzony na ISS: 112 d 20 h 29 min                 |

## Przebieg misji
Misja 48. stałej załogi rozpoczęła się 18 czerwca 2016 roku o 5:52:33 czasu UTC wraz z odłączeniem się od stacji statku Sojuz TMA-19M. Początkowo do stacji zadokowany był jedynie Sojuz TMA-20M (do modułu Poisk), ale 9 lipca 2016 roku do ISS dołączył również Sojuz MS-01 (do modułu Rasswiet). Misja Ekspedycji 48 dobiegła końca 6 września 2016 roku o 21:51:31 UTC wraz z odłączaniem się od stacji statku Sojuz TMA-20M.

### Loty transportowe

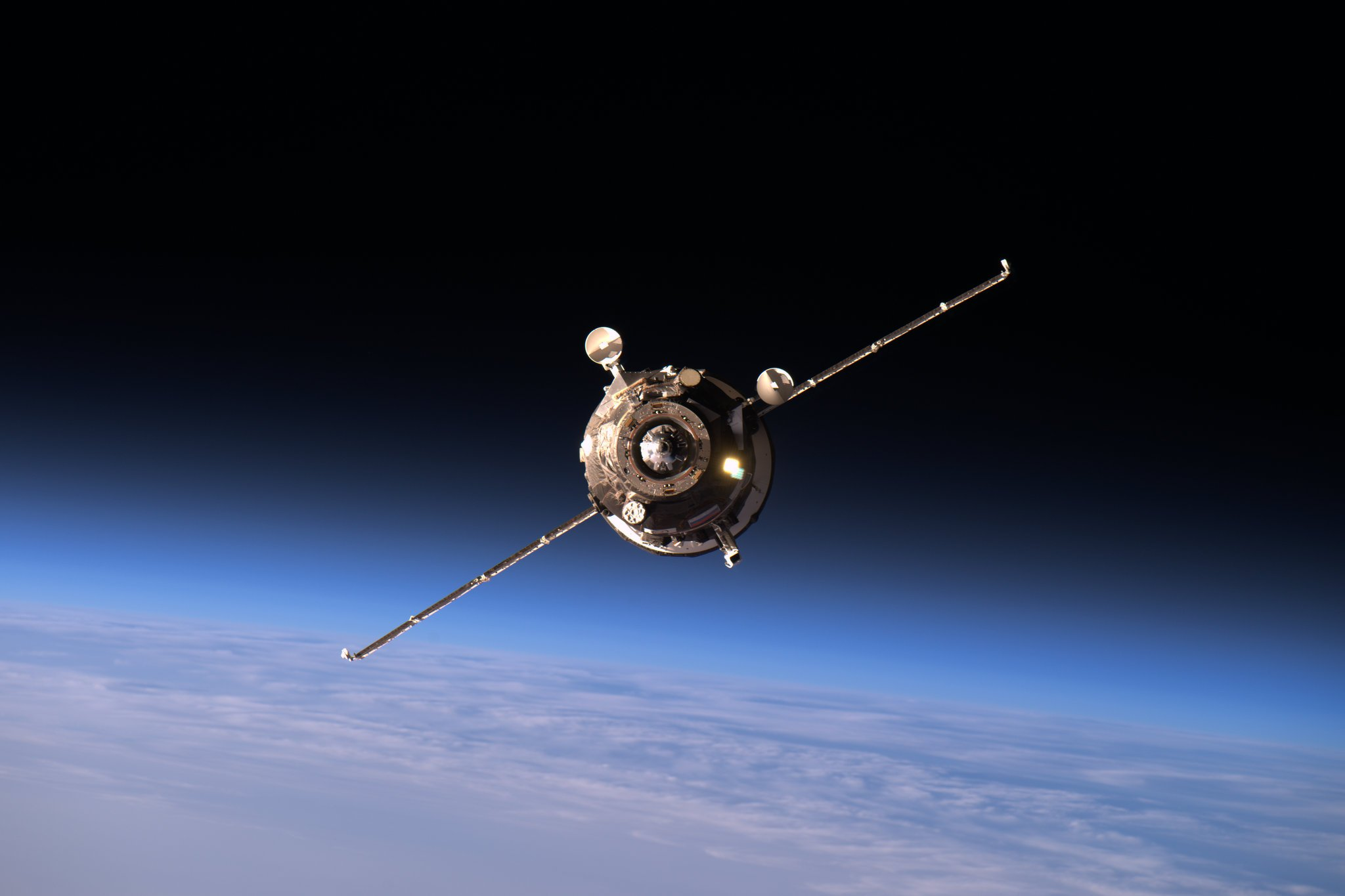
Statek Progress MS-02 zbliżający się do stacji

Statki Progress MS-01 i MS-02 dotarły na ISS przed rozpoczęciem Ekspedycji 48. Ten pierwszy z nich odłączył się od stacji 3 lipca 2016 roku i kilka godzin później spłonął w atmosferze. Jego odcumowanie zwolniło port dokujący w module Pirs. Natomiast Progress MS-02 zadokowany jest do modułu Zwiezda i pozostanie tam przez cały czas trwania misji Ekspedycji 48. Był on również wykorzystany do korekty orbity ISS, gdyż stacja ciągle obniża swoją wysokość na skutek tarcia o szczątkowe fragmenty atmosfery. Manewry takie zostały wykonane:
- 13 kwietnia 2016 o 12:20 UTC – silniki pracowały przez 254 sekundy, prędkość stacji wzrosła o 0,5 m/s, a jej orbita o 900 m do średniej wysokości 404,3 km,
- 8 czerwca 2016 o 14:00 UTC – silniki pracowały przez 238 sekund, prędkość stacji została zwiększona o 0,45 m/s, a jej orbita o 800 m do średniej wysokości 403,4 km,
- 24 sierpnia 2016 o 07:30 UTC – silniki pracowały przez 726 sekund, prędkość stacji została zwiększona o 1,3 m/s, a jej orbita o 2300 m.

16 lipca 2016 w drogę na ISS wyruszył z kolei Progress MS-03, który dotarł na stację 3 dni po starcie. Zadokował on do modułu Pirs. Całkowity ładunek, który ten statek dostarczył na Międzynarodową Stację Kosmiczną waży 2405 kg. W przednim module hermetycznym umieszczono m.in.:
- 273 kg sprzętu do systemu zaopatrzenia stacji w wodę (m.in. zbiornik wody, bloki chemiczne i akcesoria),
- 148 kg przedmiotów sanitarnych i higienicznych (m.in. pojemniki do odpadów),
- 135 kg zaopatrzenia medycznego (m.in. sprzęt do monitorowania zdrowia i profilaktyki przed niekorzystnym wpływem skutków nieważkości),
- 318 kg pożywienia (pojemniki z racjami żywnościowymi i zestawy świeżej żywności),
- 19 kg sprzętu do systemu kontroli temperatury wewnątrz stacji,
- 78 kg sprzętu do systemu zasilającego stację w energię elektryczną (akumulatory),
- 22 kg sprzętu do systemu nawigacji,
- 31 kg przedmiotów wsparcia załogi (dokumentacja, przenośny odtwarzacz, baterie, pojemniki do pakowania przedmiotów),
- 15 kg materiałów do badań naukowych i maszyna Ray-2M do prowadzenia eksperymentów,
- 122 kg dodatkowego wyposażenia modułów w rosyjskim segmencie stacji,
- 22 kg przedmiotów dla załogi (ubrania, środki higieny osobistej, przesyłki personalne).

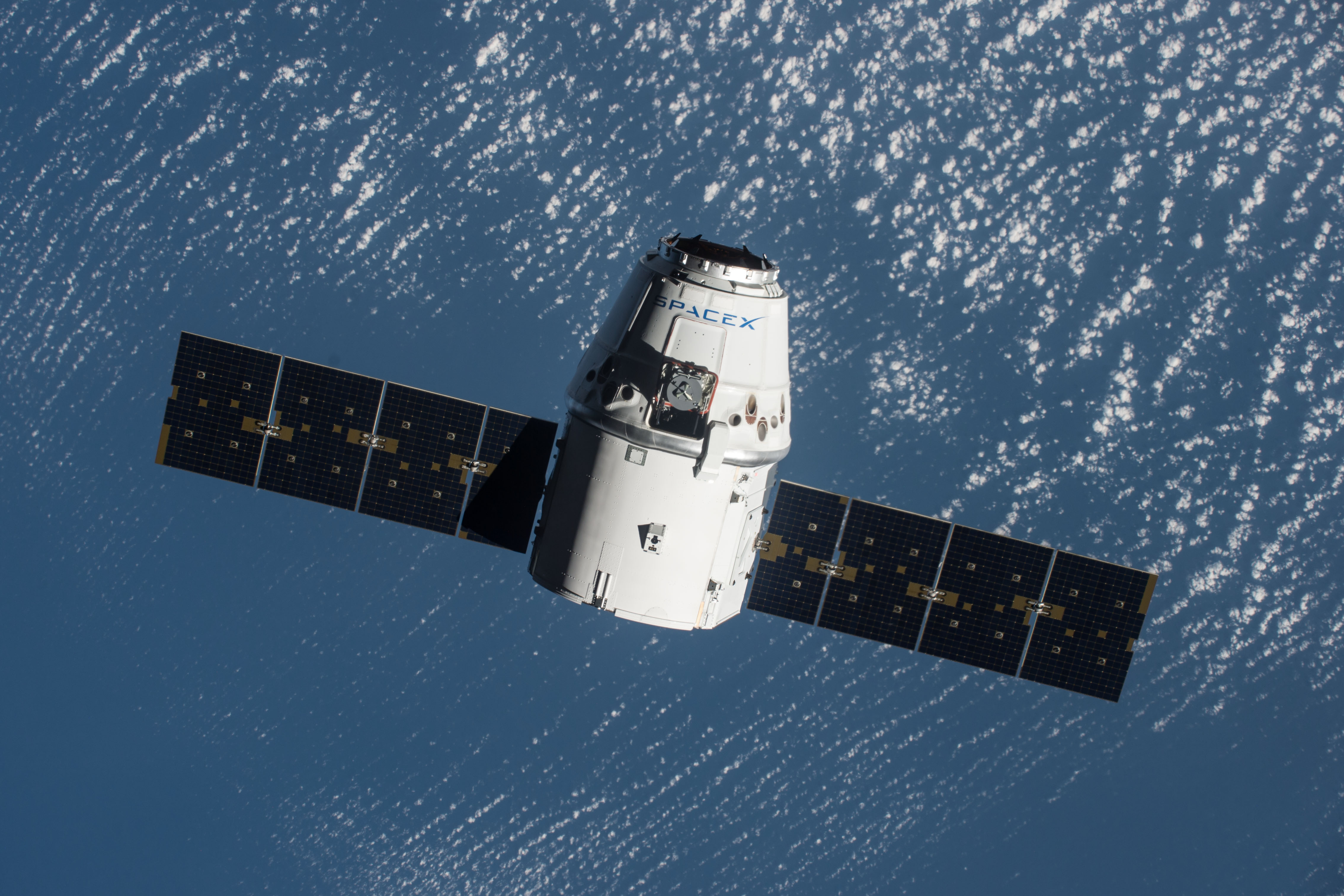
Statek Dragon zbliżający się do ISS

18 lipca 2016 roku rozpoczęła się misja SpaceX CRS-9 statku transportowego Dragon w ramach Commercial Resupply Services. Dostarczył on na ISS zaopatrzenie dla stacji i załogi. Ponadto na pokładzie znajdowały się także materiały do eksperymentów naukowych dotyczących możliwości sekwencjonowania DNA w kosmosie i badań nad utratą masy kostnej. Oprócz tego Dragon zabrał z sobą również nowy wymiennik ciepła, lepsze środki ochrony komputerów przed promieniowaniem w kosmosie oraz wydajne ogniwa słoneczne. Wszystkie te urządzenia mają być przetestowane na ISS.
Dragon wyniósł także na orbitę Międzynarodowy Adapter Dokujący nr 2 (IDA-2), który znajdował się w ładowni statku. 18 sierpnia przeniesiono go ze statku na Hermetyczny Adapter Cumowniczy nr 2 (PMA-2) przez Canadarm2, a kolejnego dnia dokonano jego montażu w czasie spaceru kosmicznego. IDA-2 to ważący 526 kg metalowy pierścień o średnicy ok. 240 cm skonstruowany przez firmę Boeing na zlecenie NASA. Jego zamontowanie na PMA-2 pozwoli wykorzystać ten port cumowniczy do transportu na stację zaopatrzenia i astronautów, w szczególności w czasie misji załogowych realizowanych w ramach programu Commercial Crew Program. W późniejszym czasie na ISS dostarczony zostanie kolejny identyczny adapter (IDA-3), który zostanie zamontowany na PMA-3.

#### Lista lotów transportowych w czasie Ekspedycji 48
| Statek, misja  | Rakieta nośna | Start                                          | Połączenie z ISS                                         | Odłączenie od ISS                                                               | Czas na ISS        | Lądowanie                                 | Ładunek do ISS  |
| -------------- | ------------- | ---------------------------------------------- | -------------------------------------------------------- | ------------------------------------------------------------------------------- | ------------------ | ----------------------------------------- | --------------- |
| Progress MS-01 | Sojuz-2.1a    | 21 grudnia 2015 08:44 UTC, Bajkonur 31/6       | 23 grudnia 2015 10:27 UTC                                | 3 lipca 2016 03:48 UTC                                                          | 192 d, 17h, 21 min | 3 lipca 2016 07:50 UTC, deorbitacja       | 2436 kg         |
| Progress MS-01 | Sojuz-2.1a    | 21 grudnia 2015 08:44 UTC, Bajkonur 31/6       | Pirs                                                     |                                                                                 |                    | 3 lipca 2016 07:50 UTC, deorbitacja       | 2436 kg         |
| Progress MS-02 | Sojuz-2.1a    | 31 marca 2016 16:23 UTC, Bajkonur 31/6         | 2 kwietnia 2016 17:58 UTC                                | 14 października 2016 09:38 UTC                                                  | 194 d 15 h 40 min  | 14 października 2016 13:39 UTC            | 2425 kg         |
| Progress MS-02 | Sojuz-2.1a    | 31 marca 2016 16:23 UTC, Bajkonur 31/6         | Zwiezda                                                  |                                                                                 |                    | 14 października 2016 13:39 UTC            | 2425 kg         |
| Progress MS-03 | Sojuz-U       | 16 lipca 2016 21:41 UTC, Bajkonur 31/6         | 19 lipca 2016 00:20 UTC                                  | 19 stycznia 2017 (planowane)                                                    | trwa               | na orbicie                                | 2405 kg         |
| Progress MS-03 | Sojuz-U       | 16 lipca 2016 21:41 UTC, Bajkonur 31/6         | Pirs                                                     |                                                                                 |                    | na orbicie                                | 2405 kg         |
| Dragon CRS-9   | Falcon 9 FT   | 18 lipca 2016 04:45 UTC, Cape Canaveral SLC-40 | 20 lipca 2016 uchwycenie: 10:56 UTC dokowanie: 14:03 UTC | odłączenie: 25 sierpnia 2016 21:00 UTC wypuszczenie: 26 sierpnia 2016 10:11 UTC | 36 d 6 h 57 min    | 26 sierpnia 2016 15:47 UTC Ocean Spokojny | 2023 kg + IDA-2 |
| Dragon CRS-9   | Falcon 9 FT   | 18 lipca 2016 04:45 UTC, Cape Canaveral SLC-40 | Harmony                                                  |                                                                                 |                    | 26 sierpnia 2016 15:47 UTC Ocean Spokojny | 2023 kg + IDA-2 |

### Spacer kosmiczny

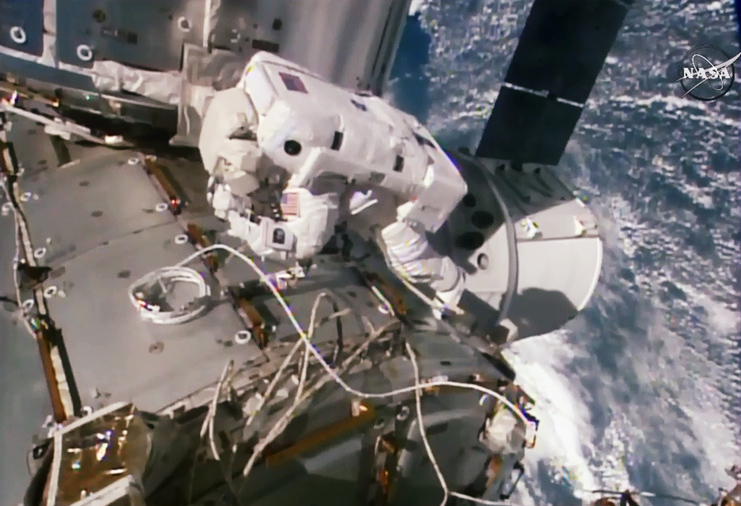
Kathleen Rubins podczas spaceru kosmicznego

19 sierpnia 2016 odbył się spacer kosmiczny z udziałem astronautów Jeffreya Williamsa i Kathleen Rubins, którzy o 12:04 UTC wyszli w otwartą przestrzeń kosmiczną przez śluzę Quest ubrani w skafandry EMU. W trakcie tej EVA zamontowano IDA-2 na PMA-2 oraz podłączono jego okablowanie. Wcześniej IDA-2 została przeniesiona przez Canadarm2 z ładowni statku Dragon i umieszczona na PMA-2. Spacer kosmiczny zakończył się o 18:02 UTC po 5 godzinach i 58 minutach.
Jeffrey Williams i Kathleen Rubins wyszli na zewnątrz stacji po raz drugi 1 września 2016 roku o 11:53 UTC. W czasie tego spaceru kosmicznego złożyli oni zapasowy radiator na segmencie P6 kratownicy, zacisnęli śruby na jednym z paneli baterii słonecznych oraz zainstalowali pierwszą z czterech zewnętrznych kamer HD. EVA zakończyła się o 18:41 UTC po 6 godzinach i 48 minutach.

## Galeria

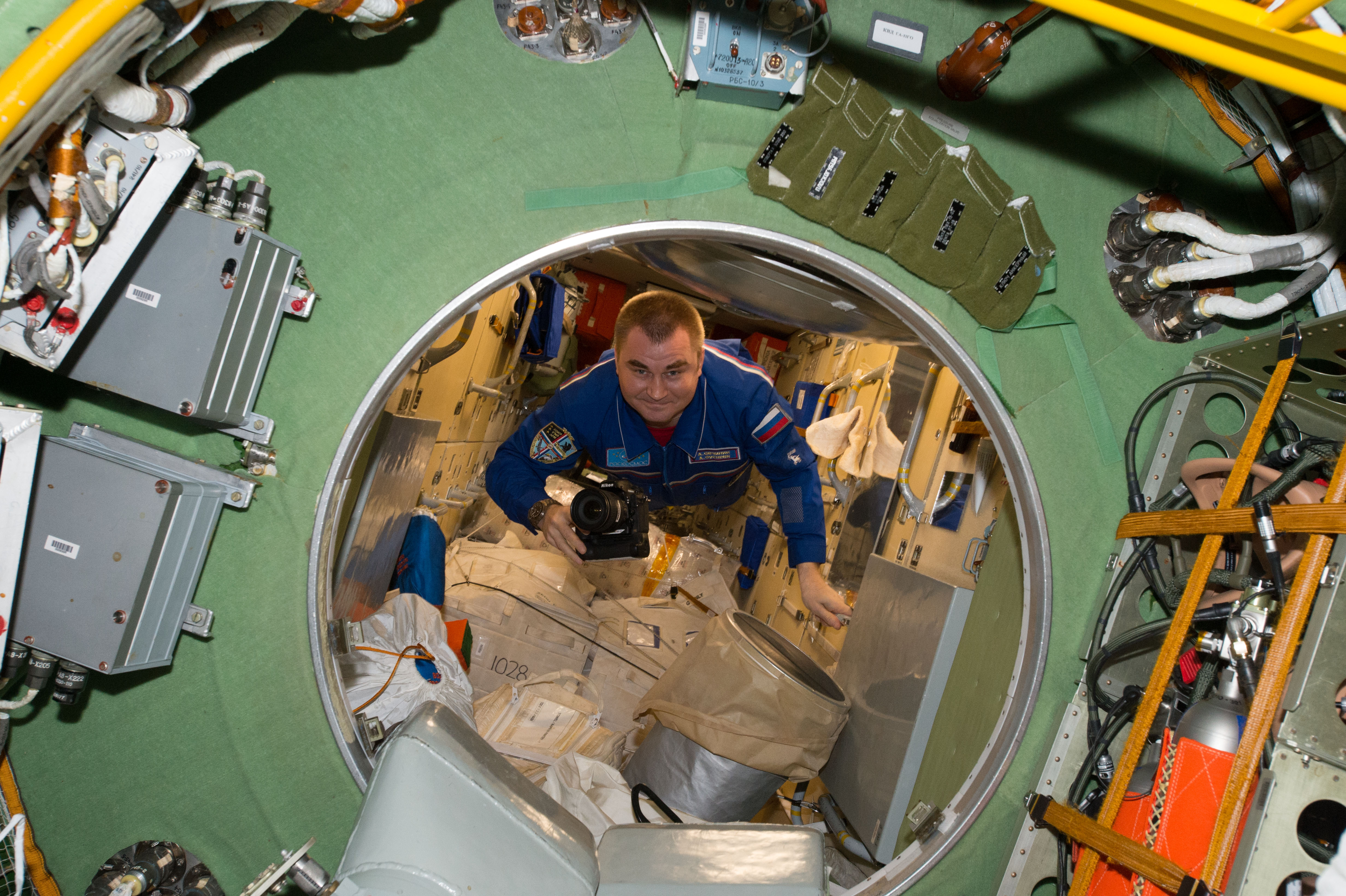
Aleksiej Owczynin w module Zaria
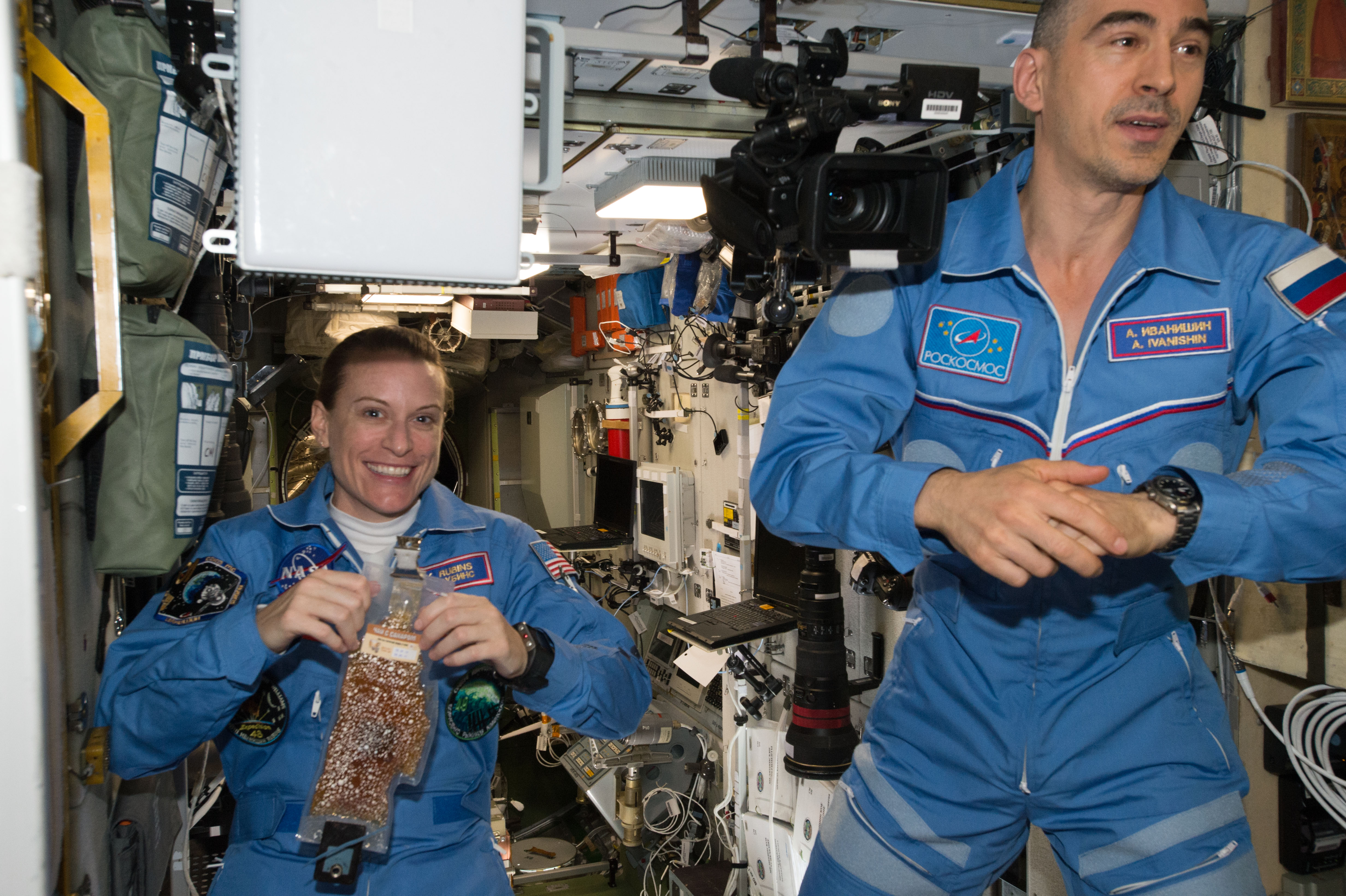
Kathleen Rubins i Anatolij Iwaniszyn w module Zwiezda
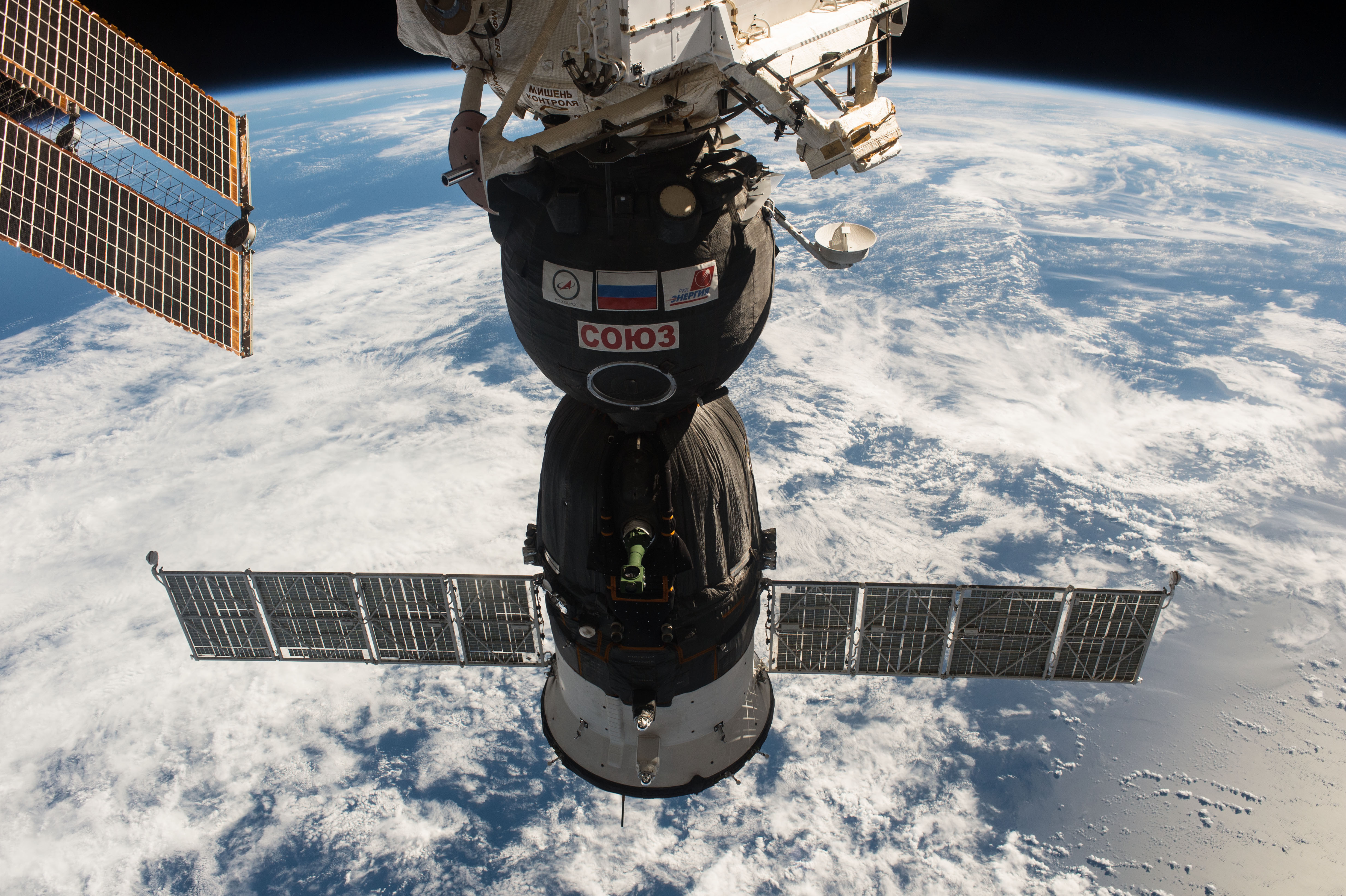
Sojuz MS-01 zadokowany do ISS do modułu Rasswiet
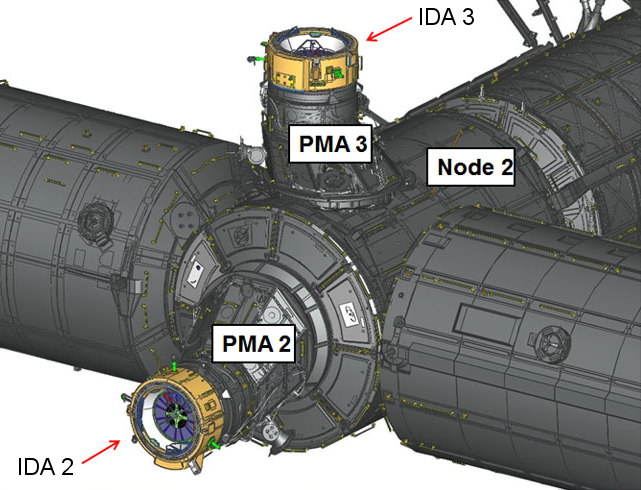
Grafika przedstawiająca IDA-2 i IDA-3 zamontowane na odpowiednio PMA-2 i PMA-3